# Andronik Komnen
Andronik Komnen (grec. Ἀνδρόνικος Κομνηνός, ur. w listopadzie 1355 w Trapezuncie, zm. 14 marca 1376 w Trapezuncie) – książę trapezuncki.

## Życiorys
Był nieślubnym synem cesarza Trapezuntu Aleksego III Komnena. Krótko po narodzinach został wyniesiony do godności despoty. Od 1375 lub 1376 był mężem Eudokii z Gruzji, córki króla Gruzji Dawida IX. 14 marca 1376 Andronik został zamordowany. Po jego śmierci Eudokia z Gruzji poślubiła jego brata Manuela III Komnena. 